# VII. Rajmund toulouse-i gróf

Languedoc címere

VII. Rajmund toulouse-i gróf (1197 júliusa – 1249. szeptember 27.) Narbonne hercege, Toulouse grófja és Provence márkija volt.
Egyes kutatók szerint a helyi bencések által összeállított genealógia, mely a Histoire Générale du Languedoc (Languedoc általános története) című kötetben szerepel, helytelenül számozza VII-nek Raymond-t. Az elmélet szerint két hasonló nevű gróf kihagyása miatt valójában kilencedikként lett Toulouse ura e néven.
Rajmund VI. Rajmund toulouse-i gróf és Angliai Johanna fiúgyermeke volt. Már fiatalon részt vett atyja harcaiban a katolikus egyház és a Francia Királyság ellen: 1211-ben vele együtt menekült rokonaihoz az Angol Királyságba, 1215 novemberében pedig apja mellett a negyedik lateráni zsinaton követelte vissza a család jussát Rómában hű szövetségesükkel, Raymond-Roger de Foix-val együtt. Mindhiába: a zsinat IV. Simon de Montfort-t erősítette meg grófi címében. 
Az elűzött VI. Rajmund 1216-ban Aragóniába ment, hogy szövetségest keressen, eközben fia partra szállt Marseille-ben, augusztus 24-én bevette Beaucaire-t, majd 1217. szeptember 12-én magát Toulouse-t. Montfort azonnal megkezdte hajdani székvárosa ostromát, ám 1218. június 25-én a harcok során életét vesztette. Fia, VI. Amaury de Montfort nem tudta megállítani a két Rajmund aragónok és katalánok által segített visszatérését. Az 1222 óta grófi címet viselő VII. Rajmund 1224-ben vette be szövetségese, II. Roger-Bernard de Foix segítségével Carcassonne városát, és békét kötött a keresztesekkel.
A tehetetlen Amaury de Montfort a hadakozás végeztével felajánlotta a névleg hozzá tartozó Toulouse-t a koronának, mire 1225-ben a bourges-i zsinat kiközösítette Rajmundot, és VIII. (Oroszlán) Lajos vezetésével „keresztes hadjárat” indult ellene. Bár ennek során a francia király odaveszett, energikus özvegye, Kasztíliai Blanka befejezte, amit férje elkezdett. 1229-ben a meaux-párizsi szerződésben Rajmundot megerősítették grófi címében, de csak birtokai felét tarthatta meg – a Trencavel-örökséget a királyi birtokok közé olvasztották – és egyetlen lányát Alphonse királyfihoz kellett adnia.
Az édesanyja mellé, Fontevrault-ba temetett VII. Rajmunddal fiágon kihalt a családja, a grófság pedig Alphonse jussa lett. Ő 1271-ben gyermektelenül hunyt el, így aztán a toulouse-i grófság is megszűnt létezni: területét a királyi birtokhoz csapták.

## Házasságok és utódok
VII. Rajmund kétszer nősült. Első felesége Aragóniai Sancha, II. Alfonz aragóniai király lánya volt, tőle született 1211–1241 között tartó házasságuk során valamikor egyetlen lánya, Jeanne, aki később Alphonse de Poitiers felesége lett.
A gróf második választottja 1243-ban a lázadó X. Hugues de Lusignan és Isabelle d'Angoulême lánya, Marguerite de Lusignan volt, akitől 1245. augusztus 3-án választották el. Gyermekük nem volt.
1. 1 2  p10681.htm#i106802, 2020. augusztus 7.